# Geodena robusta
Geodena robusta là một loài bướm đêm trong họ Geometridae.